# Espais Naturals Protegits del País Valencià

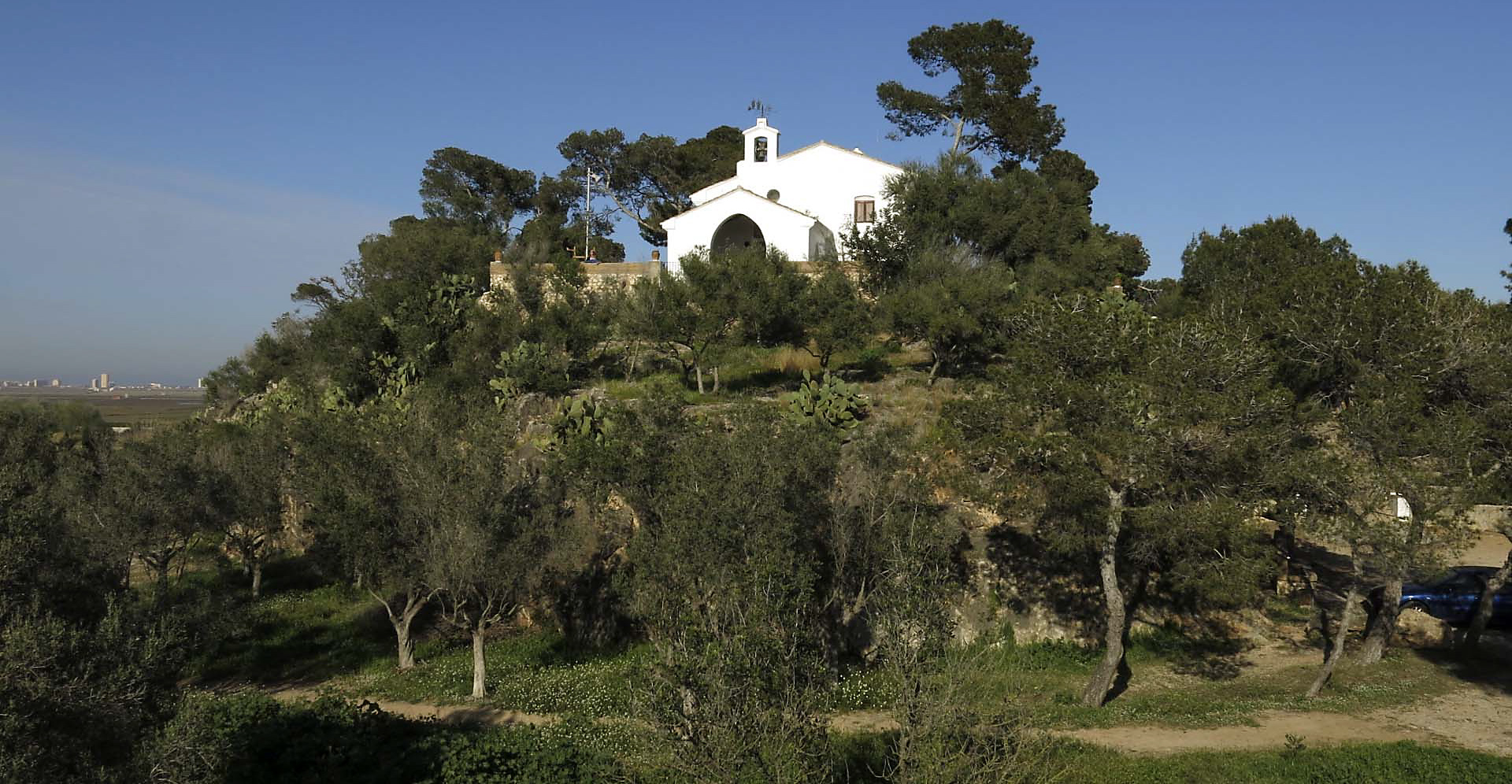
Muntanyeta dels Sants: microreserva de flora des del 11-09-2006

La Generalitat Valenciana, amb la llei 11/94 de 27 de desembre sobre Espais Naturals Protegits de la Comunitat Valenciana, estableix les diferents figures d'espais protegits, un procediment detallat per a la seua declaració, els instruments d'ordenació ambiental i els órgans de gestió.

## Figures d'espais protegits
- Parc Natural
- Paratge Natural Municipal
- Reserva Natural
- Monument Natural
- Paisatge protegit
- Microreserva de flora (declarades i gestionades per la Conselleria de Medi Ambient)

També, des de les institucions valencianes poden promoure i proposar a altres estaments estatals o internacionals (Ministeri de Medi Ambient o UE) la protecció de paratges amb figures legals com:
- LIC (Lloc d'Interés Comunitari)
- ZEPA (Zones d'Especial Protecció per a les Aus)

La mateixa llei estableix una protecció específica per a les zones humídes, coves i vies pecuàries amb l'obligació de redactar els Catàlegs corresponents.
A més, preveu la possibilitat d'establir règims de protecció preventiva i perimetral, definint el concepte d'Àrea d'amortiment d'impactes.

## Instruments per a l'ordenació dels espais naturals
- Plans d'Ordenació dels Recursos (PORN). És l'instrument bàsic de la planificació dels recursos naturals i dels espais protegits. Són obligatoris prèviament a la declaració de Parcs naturals o reserves naturals.
- Plans Rectors d'Ús i Gestió (PRUG). És l'instrument de gestió d'un espai protegit fixant les normes d'ús i gestió de les activitats que es desenvolupen dins de l'espai natural. Són obligatoris després de declarar Parcs naturals, Reserves naturals, Parages Naturals Municipals i Paisatges protegits.
- Plans Especials. Per als Paratges Naturals Municipals.
- Normes de Protecció. Per als Monuments Naturals i Llocs d'Interés.

## Órgans de gestió
- Per als Parcs, Paratges i Reserves naturals, es nomenarà un Director-Conservador desgnat per la Conselleria de Medi Ambient.
- Per als Monuments Naturals, Llocs d'Interés i Paisatges Protegits, podrà ser assumida directament pels serveis de la Conselleria de Medi Ambient.
- Per als Paratges Naturals Municipals, els mateixos ajuntaments que els promoguen s'encarregaran de la gestió.

En cadascun dels espais naturals protegits es crearà un órgan col·legiat de caràcter consultiu per a col·laborar en la gestió i canalitzar la participació dels propietaris i els interessats econòmica i socialment.